# Lalo Schifrin
Lalo Schifrin, właśc. Boris Claudio Schifrin (ur. 21 czerwca 1932 w Buenos Aires, zm. 26 czerwca 2025 w Los Angeles) – argentyński kompozytor żydowskiego pochodzenia, pianista i dyrygent. Najbardziej znany ze ścieżki dźwiękowej do serialu Mission: Impossible i serii filmów na nim bazujących. 
Otrzymał 4 Nagrody Grammy i 6 nominacji do Oscara. W 2019 Akademia Filmowa przyznała mu honorowego Oscara za całokształt twórczości.
Zasiadał w jury konkursu głównego podczas 47. Międzynarodowego Festiwalu Filmowego w Cannes (1994).
Zmarł 26 czerwca 2025 w szpitalu w Los Angeles z powodu powikłań po zapaleniu płuc.

## Filmografia
- 1964: Rhino!
- 1965: Cincinnati Kid
- 1965: Likwidator
- 1965: Był sobie złodziej
- 1966: Murderers' Row
- 1967: The Fox
- 1967: The President’s Analyst
- 1967: Nieugięty Luke
- 1968: Bullitt
- 1968: Braterstwo
- 1968: Piekło na Pacyfiku
- 1968: Blef Coogana
- 1969: Che!
- 1970: Złoto dla zuchwałych
- 1970: WUSA
- 1971: THX 1138
- 1971: Oszukany
- 1971: Brudny Harry
- 1971: Kronika Hellstroma
- 1971: Ładne dziewczyny ustawiają się w szeregu
- 1972: Pierwszorzędne cięcie
- 1972: Joe Kidd
- 1972: Śmiercionośny ładunek
- 1972: Gniew Boży
- 1973: Siła magnum
- 1973: Wejście smoka
- 1973: Charley Varrick
- 1973: Hit!
- 1974: Czterej muszkieterowie
- 1976: Orzeł wylądował
- 1976: Przeklęty rejs
- 1977: Rollercoaster
- 1977: Telefon
- 1978: Powrót z Góry Czarownic
- 1978: Manitou
- 1979: Horror Amityville
- 1979: Ucieczka na Atenę
- 1979: Port lotniczy ’79
- 1979: Bulwarowe noce
- 1979: Miłość i kule
- 1980: Więzień Brubaker
- 1980: Wielka rozróba
- 1980: Gdy czas ucieka
- 1980: Konkurs
- 1980: Serial
- 1980: Naga bomba
- 1981: Jaskiniowiec
- 1981: Słaby punkt
- 1982: Amityville II: Opętanie
- 1982: Uwiedzenie
- 1982: Klasa 1984
- 1983: Nagłe zderzenie
- 1983: Weekend Ostermana
- 1983: Doktor Detroit
- 1983: Żądło II
- 1984: Czołg
- 1985: Zła diagnoza
- 1985: Niebezpieczna aura
- 1986: The Ladies Club
- 1986: Wschód Czarnego Księżyca
- 1987: Czwarty protokół
- 1988: Pula śmierci
- 1989: Powrót znad rzeki Kwai
- 1991: F/X2
- 1993: Bogate biedaki
- 1996: Scorpion Sting
- 1997: KasaMowa
- 1998: Tango
- 1998: Godziny szczytu
- 2001: Godziny szczytu 2
- 2003: Wszystko się wali
- 2004: Most przeznaczenia
- 2004: Po zachodnie słońca
- 2006: Potwór
- 2007: Godziny szczytu 3